# GRB 080319B

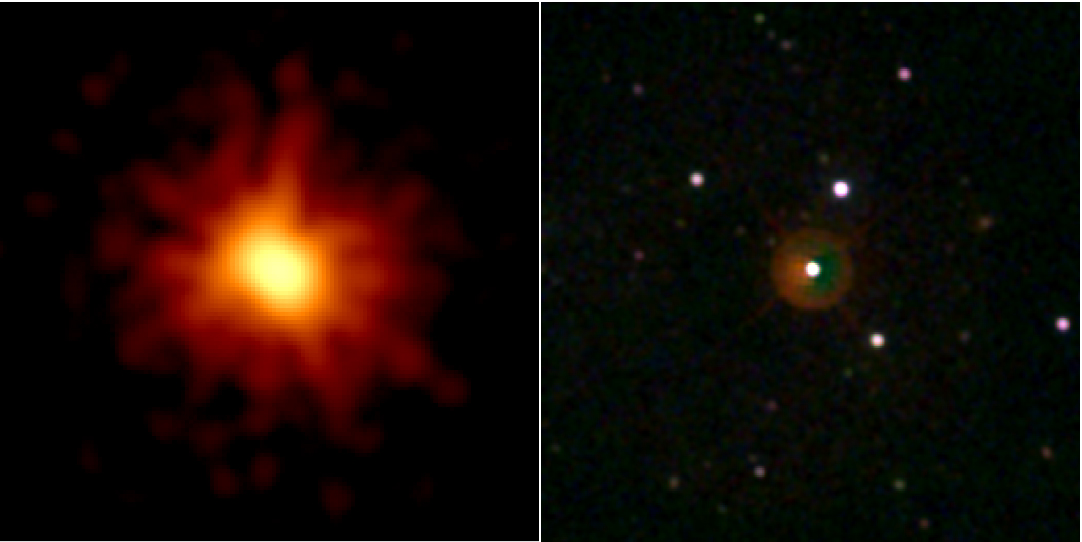
La explosión GRB 080319B fotografiada por el telescopio Swift

GRB 080319B denomina a una enorme explosión de rayos gamma, también conocidas como GRB, detectada por el satélite Swift, a las 06:12 UTC, del día 19 de marzo de 2008. Esta explosión estableció un nuevo récord sobre el objeto más lejano que puede verse a simple vista, pues ésta alcanzó una magnitud aparente máxima de 5,8, manteniéndose durante unos 30 segundos, mientras que la magnitud más brillante anterior estaba en 9,0 durante 60 segundos. Además, esta explosión supera en 2,5 millones de veces a la más brillante supernova conocida hasta la fecha, que es SN 2005ap.
El objeto GRB mostró un corrimiento al rojo de 0,937, lo que significa que la explosión se produjo en un lugar situado a unos 7500 millones de años-luz, o lo que es lo mismo sucedió hace 7500 millones de años, al ser este el tiempo que la luz tomó para llegar hasta nosotros. Esto es un estimado de la mitad del tiempo transcurrido desde el Big Bang. 
Hasta antes de que ocurriese este brote de rayos gamma, la Galaxia del Triángulo, situada a una distancia de unos 2,9 millones de años luz, era el objeto más distante visible a simple vista.
Se ha propuesto la denominación de Evento Clarke para denominar a este objeto, pues se produjo tan sólo horas después de la muerte del autor de ciencia ficción Arthur C. Clarke.